# The Time of Angels
"The Time of Angels" (KBS 더빙판: 천사들의 시간)는 영국의 SF 드라마 닥터 후 시즌 5의 네번째 에피소드로, 2010년 4월 24일 BBC One에서 처음 방송되었다. 총괄 프로듀서 스티븐 모펏이 각본을, 애덤 스미스가 감독을 맡았으며 총 2부로 이어지는 이야기에서 제1부에 해당된다. 제2부인 "Flesh and Stone"은 5월 1일에 방영되었다. 이번 편에서 모펏이 각본을 맡았던 에피소드의 요소를 활용하였는데, 시즌 3 에피소드 "Blink"의 우는 천사와 시즌 4 에피소드 "Silence in the Library" / "Forest of the Dead"의 리버 송 (앨릭스 킹스턴 분)이 등장한다.
에피소드의 주 시간대는 51세기이다. 11대 닥터 (맷 스미스)와 동행자 에이미 폰드 (캐런 길런)은 미래의 닥터를 만나왔던 신비로운 여인 리버 송의 부름을 받고, 우주선 비잔티움호가 추락한 알파바 메트락시스 행성으로 향한다. 우주선 내부에는 누군가 보고 있지 않을 때에만 움직일 수 있는 생물인 '우는 천사'가 숨겨져 있었다. 닥터와 에이미, 리버 송은 옥타비안 신부 (이언 글렌 분)와 군인화된 성직자들의 도움을 받으며 미로굴을 거쳐 비잔티움호로 향한다. 도중에 닥터 일행은 미로에 있던 망가진 조각상들이 조금씩 제모습을 되찾아, 닥터 일행을 미로에 영원히 가두려는 우는 천사라는 사실을 발견한다.
모펏은 이번 에피소드를 시즌 3 "Blink"의 속편으로 삼되 액션 위주의 이야기로 꾸미고자 했으며, 영화 에이리언과 속편 에이리언 2의 관계로부터 영감을 받았다. 시즌 5를 통틀어 가장 먼저 촬영된 에피소드로, 2009년 7월 20일 웨일스 베일오브글러모건의 서던다운 해변가에서 알파바 메트락시스 행성 풍경 씬을 찍으면서 촬영일정이 시작되었다. 영국에서 첫방송될 당시 시청자수는 859만 명에 달했으며, 시청지수는 지금까지 방영된 시즌 5 에피소드 가운데 최고점을 기록했다. 평론가들 사이에서도 시즌 5 최고의 에피소드라는 찬사를 받았다.

## 줄거리
미래의 박물관으로 향한 11대 닥터와 에이미는 12,000년 전 우주선 비잔티움호의 블랙박스에 고대 타임 로드의 언어로 새겨진 문구를 발견한다. 그 문구는 다름아닌 "안녕, 자기야"로, 리버 송이 도움을 요청하는 문구였다. 닥터는 시간을 거슬러 비잔티움호에 갇혀 있던 리버 송을 구출하고, 비잔티움호는 알파바 메트락시스 (Alfava metraxis)라는 행성에 추락한다. 행성에 도착한 닥터는 리버 송을 지금까지 딱 한번 만난 상황이었지만, 리버 송은 이전에 닥터를 수차례 만났다고 말한다. 여전히 알 수 없는 두 사람의 시간대를 뒤로 하고, 리버 송은 비잔티움호 화물칸에 우는 천사가 실려 있었다는 사실을 밝히며, 옥타비안 신부와 군인화된 성직자들을 호출한다. 옥타비안 신부는 이 행성의 다른 쪽 인류 식민지에 살고 있는 수많은 주민들을 보호하기 위해 함께 우는 천사를 사로잡기로 나선다.
성직자들이 베이스캠프를 설치하자 리버 송은 화물칸의 상태가 안전한지 확인하기 위해 비잔티움 내 우는 천사의 CCTV 영상을 불러온다. 리버 송과 닥터는 우는 천사에 관한 문헌을 연구하기 위해 잠시 현장을 비웠다가, 단순 이미지조차도 우는 천사가 될 수 있다는 것을 알게 된다. 이 사실을 전해듣지 못한 에이미가 영상을 보러 갔다가, 눈을 깜빡이자 영상 속 우는 천사가 움직이기 시작한다. 닥터는 영상이 틀어진 방에서 우는 천사를 자극하지 않고 에이미를 무사히 빠져나오게 하지만, 에이미는 눈에 뭔가 들어간 듯 이물감을 느낀다.
옥타비안 신부는 지하 공동묘지를 거쳐 비잔티움호로 향할 것을 명령하고, 동굴 내부를 밝히기 위해 중력 구체를 띄운다. 지하 묘지에는 다양한 조각상이 세워져 있었는데, 이것을 본 닥터와 리버 송은 처음에는 이 행성의 원주민이 만든 것이라고 생각했다가, 행성 원주민들은 머리가 두 개인데 반해 여기 조각상은 머리가 하나뿐이라는 사실을 깨닫는다. 따라서 이곳의 조각상들은 모습을 잃고 약해져버린 우는 천사가 분명하며, 비잔티움호의 우는 천사가 동족들을 구하기 위해 일부러 우주선을 추락시킨 다음, 지하묘지를 방사선으로 꽉 채워 온 군대를 깨어나게 했다는 결론에 도달한. 그말을 증명하기라도 하듯 우는 천사가 닥터 일행을 뒤쫓기 시작한다. 도망치던 에이미는 갑자기 몸이 굳어져 움직일 수 없게 된다. 그러나 닥터는 천사의 이미지가 에이미의 눈 속에 들어가, 몸이 굳어져 가는 착각을 일으키고 있다는 사실을 깨닫는다. 몸이 돌처럼 굳어져 간다며 오열하는 에이미를 설득하던 닥터는 팔을 깨물어 움직일 수 있다는 것을 증명한다.
급기야 한 천사가 후방 경비대원의 목을 부러뜨리고, 그의 목소리를 통해 자신들의 의사를 전한다. 닥터 일행과 살아남은 경비대원들은 우는 천사들을 피해 지하동굴의 최고도 지점으로 향한다. 그곳은 비잔티움호가 추락한 지점 바로 아래에 해당되는 곳이었다. 닥터는 다른 사람들에게 점프할 준비를 하라 경고한다. 그리고 어떤 상황에서도 가두지 말아야 할 단 한 사람이 있다면 그것은 바로 '나'라고 말하며 중력 구체를 쏜다.

## 제작

### 각본

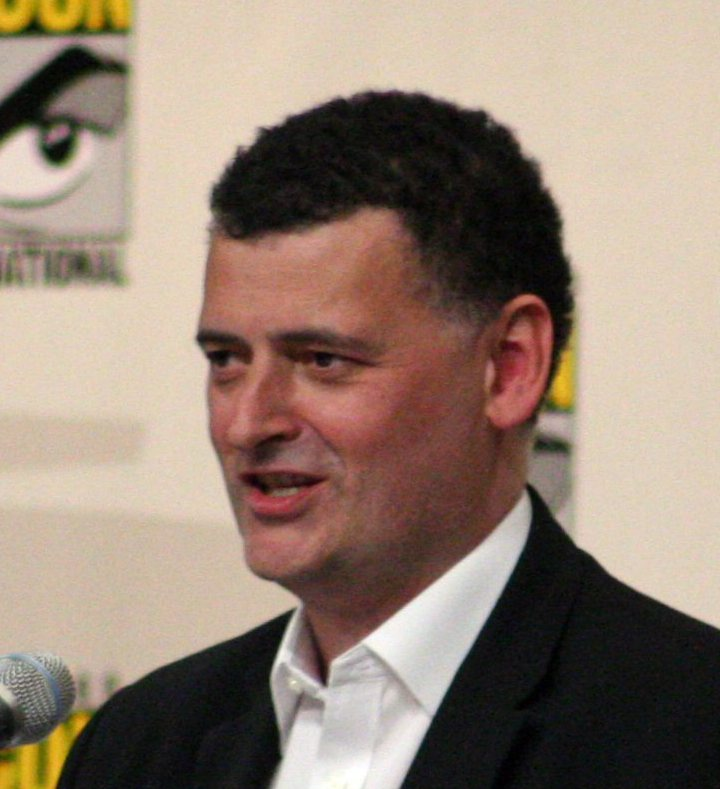
작가 스티븐 모펏은 이번 편에서 시즌 3 "Blink" 편을 잇되 액션에 초점을 맞춘 후속 에피소드로 기획했다.

수석 작가이자 총괄 프로듀서인 스티븐 모펏이 각본을 맡았다. 2007년 시즌 3의 "Blink" 편을 잇되, 액션에 초점을 맞춘 후속편으로서 2부작 에피소드를 기획했다. 이에 대해서는 영화 에이리언과 속편 에이리언 2의 관계와 같다고도 소개했는데, 전자는 분위기가 어둡고, 후자는 더 밝다는 것이 모펏의 설명이다. 모펏은 에일리언 2가 "영화 역사상 최고의 속편"이라 생각하여 롤모델로 삼기로 결정했다. 주요 악당으로 등장하는 우는 천사의 모습과 행동도 다르게 바꿨다. "Blink"에서는 간신히 살아남아 한명 한명씩 처리하는 청소부에 가깝지만, 이번 "The Time of Angels"에서는 거의 전쟁을 치를 수 있는 수준이 되었으면 했다고 밝혔다. 또 이번 2부작 에피소드를 통해 우는 천사를 만나면 발생할 수 있는 최악의 상황을 가정하였는데, 특히 평소에는 눈을 계속 뜨고 있어야 했던 것이 제2부 "Flesh and Stone"에서는 눈을 계속 감아야 하는 것이 여기에 해당된다. 총괄 프로듀서인 피어스 웽거는 에피소드 초반에 닥터와 에이미가 방문한 박물관인 '델리리움 아카이브' (Delirium Archive)에 대해 설명이 필요하다고 느겼고, 모펏은 그 대답으로 "목 없는 수도승들의 최후의 안식처"라는 설정을 생각해 문자 메시지로 전달했다고 한다. 이 목 없는 수도승은 다음 시즌인 시즌 6 1부 마지막화 "A Good Man Goes to War"에 등장하게 된다.
우는 천사 외에도 시즌 4 에피소드 "Silence in the Library" / "Forest of the Dead"편에 나왔던 리버 송이 등장한다. 실제로 시즌 4에서 리버 송이 닥터의 시간대를 확인하기 위해 했던 질문 가운데 "비잔티움호 충돌 사건"은 해결했느냐고 묻는다. 배우 앨릭스 킹스턴 본인은 복귀를 기대하지 않았지만 모펏은 오히려 "언제나 그녀가 돌아온다는 것이 내 의도"라고 밝혔다. 리버 송이라는 캐릭터 자체는 모펏이 오드리 니페네거의 소설 <시간 여행자의 아내>에서 영감을 받아 만들어낸 것으로, 그 영감 자체는 시즌 2 "The Girl in the Fireplace"를 집필할 당시에 이미 활용하였으나, 배우 앨릭스 킹스턴과 평론가들은 리버 송 쪽이 <시간 여행자의 아내>를 연상시킨다는 소감을 밝히기도 했다.

### 촬영과 CG
"The Time of Angels"는 시즌 5에서 가장 먼저 제작된 에피소드였다. 대본 리딩은 2009년 7월 15일에 진행되었다. 촬영작업은 2009년 7월 20일 웨일스 베일오브글러모건의 서던다운 해변가에서 알파바 메트락시스 행성 풍경 씬을 촬영하면서 시작됐다. 이 다음날은 폭우로 인해 촬영이 중단되었고, 캐런 길런의 오디션 당시 연기했던 장면을 비롯해 약 3페이지 분량의 장면이 예정대로 촬영되지 못했다. 이로 인해 생긴 빈틈은 일정을 바꿔 비잔티움호 장면을 추가로 촬영하고, 리버 송이 타디스에 안착하는 장면으로 대체하였다. 스티븐 모펏은 이 때 교체된 장면이 "마음에 쏙 든다"며, "드라마의 훨씬 더 나은 도입부"라고 평가했다. 해당 씬에서 타디스가 시간 소용돌이 속으로 비행하는 CG 샷은 11대 닥터의 것이 아니라 10대 닥터 시절에 쓰던 타디스 모델이 실수로 사용됐다고 한다.
닥터 후 제작 참여는 이번이 처음인 애덤 스미스 감독은 전편 "Blink"가 "정말 정말 정말 훌륭하다"는 평가를 받았다는 점에서 부담감을 느꼈으나, 우는 천사를 다루는 것은 최고였다는 소감을 밝혔다. 또한 닥터와 리버 송의 관계는 "차에 탄 엄마와 아빠가 어디로 가야 할지 투닥거리는 것" 같은 노부부처럼 연출하기로 방향을 잡았다. 리버 송 역의 배우 앨릭스 킹스턴은 세트장 촬영이 "너무 재미있었다"면서, 닥터 역의 맷 스미스에 대해서는 이전 닥터 배우였던 데이비드 테넌트와는 달랐지만 함께 연기하게 되어 즐겁다고 밝혔다. 우는 천사는 단순한 소품이 아니라 실제 여배우들을 섭외해 마스크, 의상, 분장을 거쳐 출연시킨 경우가 대부분으로 2~3시간 정도 분장을 유지했다고 한다. 애덤 스미스 감독은 준비 시간이 오래 걸리고 또 촬영하면서도 오랫동안 가만히 서 있어야 하기 때문에 "촬영하기엔 그야말로 악몽"이라고 말했다. 또한 닥터가 천장에 달린 줄에 매달리다가 끊어지는 장면이 있는데, 원래는 촬영 중에 벌어진 돌발상황이었으나 애덤 스미스 감독이 오히려 마음에 들어했던 탓에 맷 스미스가 일부러 줄이 끊어지는 장면을 다시 촬영했다는 후문이다.
작중 리버 송이 타디스로 날아갈 때 닥터가 받아주는 장면은 실제 각본에서는 없던 설정으로, 리허설 당시 그냥 타디스로 날아가는 것으로 처리하는 것이 어렵자 맷 스미스가 떠올린 아이디어라고 한다. 맷 스미스는 리버 송의 첫 등장이 시청자들에게 충격이 되기를 바랐다. 리버 송이 비잔티움호 차단막 밖으로 날아가는 장면은 스턴트 배우가 동원된 샷도 있으나 배우 앨릭스 킹스턴이 직접 연기한 샷도 있다. 차단막이 열리면서 밖으로 빠져나가는 연출은 그린스크린을 배경으로 화면 밖에 선풍기를 틀어놓고 앨릭스 킹스턴에 스턴트용 줄을 연결하여 위아래로 끌어당겨 완성했다. 앨릭스 킹스턴은 이 장면을 촬영하는 데 있어 "정말이지 푹 빠졌다"는 소감을 밝혔다. 에이미의 눈을 비비자 모래가 쏟아지는 장면은, 배우 캐런 길런이 비비면 모래가 흘러나오는 안대를 눈 위에 얹어 촬영하였다.

## 방송과 평가
"The Time of Angels"는 영국에서 2010년 4월 24일 토요일 6시 20분부터 7시 5분까지 BBC One을 통해 처음 방송되었다. 미국에서는 2010년 5월 8일 BBC 아메리카를 통해 방송됐다. 밤사이 시청률 임시 집계에 따르면 총 680만 명의 시청자를 끌어모았으며, 동시간대 프로그램 가운데 브리튼즈 갓 탤런트에 이어 2위를 차지했다. 역대 닥터후 뉴 시즌 에피소드가 기록한 밤사이 시청률 순위 기록 가운데 최고 기록은 1위를 차지한 시즌 2 "The Girl in the Fireplace" 편이 유일하며, 그 다음으로 2위를 차지한 에피소드가 4편이 있는데 이번 편도 그에 속하게 되었다. 시청률 최종 집계 결과, 시간차 방송 시청자수 181만 명을 더해 총 859만 명을 기록하였으며 이는 시즌 5 내에서 제1화 "The Eleventh Hour" 이후 최고 시청률이었다. 당일 BBC One 방영 프로그램 가운데서는 시청률 5위, 한주간 TV 채널 방영 프로그램 가운데서는 시청률 12위를 차지하였다. 시청지수는 87점을 부여받으며 시즌 5 들어 역대 최고 점수를 기록했다.

### 자막 송출 사고
"The Time of Angels"이 BBC One에서 처음 방송될 당시, 마지막 장면에서 하단에 자막을 내보내 장면도 가리고 분위기도 깨버려 시청자들의 항의를 받은 해프닝이 있었다. 이 자막은 다음 프로그램을 소개하는 배너로 <오버 더 레인보우> (Over the Rainbow)라는 자막과 함께 유명 토크쇼 진행자 그레이엄 노턴이 캐릭터로 등장하는 그래픽이었다. 해당 자막은 원래 예정됐던 타이밍보다 20초 일찍 내보내진 바람에 벌어진 사고라고 BBC 측은 해명했다.
이 사고로 방송국 측에 5,000건이 넘는 항의가 접수되었으며 BBC는 자막 송출 사고에 대해 공식 사과하였다. 해당 사고는 영국 트위터에서도 화제가 되었으며, 찰리 부르커, 매튜 그레이엄, 사이먼 페그가 자막 사고를 지적하는 트윗을 남기기도 했다. SFX 매거진은 이들의 트윗을 인용하며 "트위터에서 작은 소동을 일으켰다"고 보도했다. BBC 드라마 <라이프 온 마스>, <애시스 투 애시스>의 공동 프로듀서를 맡은 매튜 그레이엄은 BBC가 격 떨어지는 짓을 했다며 일부 관계자들에게 메일까지 보냈다는 반응을 내놓았다.
이 사건은 채널 4의 패널 코미디쇼 <유 해브 빈 워칭> (You Have Been Watching)에서 진행자 찰리 브루커가 흉내를 내면서 처음 패러디되었으며, 본의 아니게 캐릭터 모습으로 등장해 드라마를 망치게 된 그레이엄 노턴도 자신이 진행하는 <그레이엄 노턴 쇼>에서 화면 하단에 비슷한 자막을 띄운 뒤 달렉이 나타나 자신의 캐릭터를 말살하는 연출을 담아 패러디했다 (당시 방영분). 그레이엄 노턴이 닥터 후 방송사고 관련으로 얼굴을 붉힌 것은 이번이 두 번째로, 2005년 시즌 1 "Rose" 편이 방송될 당시에도 일부 지역에서 오프닝 장면에 자신이 진행하는 댄스 경연 프로그램의 해설이 잘못 삽입되는 방송사고가 벌어진 적이 있었다.

### 평론가들의 반응
"The Time of Angels"는 평론가들로부터 널리 호평받은 에피소드로 기록됐다. 가디언지의 대니얼 마틴은 이번 에피소드가 "놀라운 업적"이며 "정말 소름돋기 짝이 없다"고 극찬했다. 모펏이 리버 송의 이야기를 풀어나가는 방식, "복잡한 말썽에 드라마를 정말 영화처럼 만드는 아이디어로 가득 채운 점"에 특히 호평을 내렸다. 데일리 텔레그라프지의 게빈 풀러는 "모든 조각상이 천사라는 낌새"와 서스펜스를 호평하며 "정말 충격적"이라는 소감을 남겼다. 본 이야기로 향하는 데에는 시간이 걸렸지만, 일단 시작되자마자 드라마가 진정한 스릴러물로 바뀌는 순간을 처음으로 마주하게 됐다고 평했다. 그나마 좀 유일하게 실망한 점이 있다고 하면, "타디스가 착륙할 때 그 유명한 '후욱 후욱' 하는 소리를 낼 필요가 없다는 이론"이라면서, 작중 리버 송이 아무런 소리 없이 타디스를 착륙하는 장면을 지적하며 "스티븐 모펏은 오랜 팬이면서 어떻게 그럴 수가 있을까 - 그 소리야말로 드라마를 짜내려가는 세로실과 가로실이다!"라고 아쉬워했다.
라디오 타임스의 패트릭 멀컨은 이번 에피소드가 "최고의 방송 그 자체"라 극찬하고, "맷 스미스는 정말로 톰 베이커 이래 최고의 닥터가 되려고 노력한다"면서 "강렬하면서도 미묘하다"고 높이 평가했다. 이번 편의 오프닝 씬은 "닥터 후에서 지금까지 선보였던 오프너 가운데 가장 인상적일지 모른다"면서, 에이미는 "이전 동행자들을 괴롭혀 왔던 감정의 짐에서 유쾌하게 벗어났다"고 호평했다. IGN의 맷 웨일스는 이번 편이 "거대하고, 바보 같고, 무섭고, 화려하고, 시선을 사로잡았으며, 그리고 무엇보다도 재미있었다" 고 평했다. " 'Blink' 편의 끊임없는 긴장감과는 결코 빗될 게 못 된다"면서도 "전개도 완벽하고 중요한 순간에는 정말이지 무서웠다"고 호평했다. 그리고 게빈 풀러의 평과는 달리 타디스의 '후욱 후욱' 소리에 관한 농담에 호감을 드러내며, "타디스를 상징하는 그 웅웅거리는 소리가 지난 45년 동안 브레이크를 밟았기 때문이라고 설명하는, 그 순진함과 대담함을 누가 사랑하지 않을 수 있겠는가"라고 반문했다.
SFX지의 평론가 데이브 골더는 이번 편에 5점 만점에 5점을 매기면서, "훌륭한 전개속도, 톤의 변화가 점진적이고 유기적으로 발생한다"고 호평했다. 연출과 음향 효과도 높이 평가했다. 디 A.V. 클럽의 키스 핍스는 무서운 분위기와 우는 천사의 변화에 호평을 보내며, 이번 에피소드의 점수를 A-로 매겼다. 닥터와 리버 송의 관계에 대해서는 아직도 조금 "모호하다"고 말했으나, 그렇게 될 수밖에 없었으리라 예상했다고 한다.

## DVD 출시
2010년 7월 5일 "The Time of Angels"는 다음화인 "Flesh and Stone", "The Vampires of Venice"과 함께 Region 2 한정으로 DVD, 블루레이로 발매되었다. 2010년 11월 8일에는 시즌 5 DVD에 수록되어 다시 발매되었다.

### 문고판
2011년 5월 피어슨 에듀케이션에서 학생용 문해력 향상 교재 시리즈로서 <The Time of Angels>이라는 제목으로 이번 편과 다음 편인 "Flesh and Stone"의 내용을 소설화했다.

### 소설판
- The Time of Angels - 인터넷 사변 소설 자료집